# Oeverdikkopmos
Oeverdikkopmos (Brachythecium plumosum) is soort uit het geslacht dikkopmos (Brachythecium).

## Determinatie
Oeverdikkopmos is een slaapmos dat glanzende, geelgroene tot roestbruine matten vormt. Ze heeft lange, vertakte en kruipende stengels met wijd uitspreidende bladeren met een enkele bladnerf. De nerf loopt minimaal tot halverwege het blad. Hoekcelgroeppen zijn klein en scherp begrensd. De seta is papillose in het bovenste gedeelte.

## Ecologie
Oeverdikkopmos groeit bij voorkeur op stenen in de spatzone van zure beekjes, maar ook wel langs rivieren en meren in het laagland. Hier wordt het nu en dan aangetroffen op kribben in rivieren en op de steentaluds. Ook komt het wel eens voor op beton en boomvoeten ver van water.

### Syntaxonomie
Oeverdikkopmos staat te boek als kensoort voor de watervalmos-associatie (Rhynchostegietum riparioidis).

## Verspreiding
In Nederland komt het zeldzaam voor. Met de totale lengte van de Nederlandse oeverbeschoeiingen groeit ook het aantal waarnemingen van de soort. Het mos kan zeker op nog meer plaatsen worden gevonden. Het is interessant te weten of het ondanks de geringere waterkwaliteit ook kanalen en meren in de poldergebieden koloniseert.
... · B. albicans (bleek dikkopmos) · B. campestre (velddikkopmos) · B. glareosum (kalkdikkopmos) · B. laetum (rotsdikkopmos) · B. mildeanum (moerasdikkopmos) · B. oedipodium (ijl dikkopmos) · B. plumosum (oeverdikkopmos) · B. populeum (penseeldikkopmos) · B. reflexum (gekromd dikkopmos) · B. rivulare (beekdikkopmos) · B. rutabulum (gewoon dikkopmos) · B. salebrosum (glad dikkopmos) · B. tenuicaule (haardikkopmos) · B. velutinum (fluweelmos) · ...